# 津島市立神島田小学校
津島市立神島田小学校（つしましりつ かみしまだしょうがっこう）は、愛知県津島市中一色町にある公立小学校。

## 校区
- 校区は唐臼町、半頭町、鹿伏兎町、中一色町（字折、字市場、字落川田、字東郷、字弥六山、字神明、字中山、字森辺、字下山、字神明堂、字寺前、字清光坊、字西訳）である。公立中学校へ進む場合は津島市立暁中学校へ進学する[1]。
- 旧・海部郡永和村の北部の小学校であった。

## 沿革
- 1906年（明治39年）7月1日 - 千秋村、大井村、神島田村が合併し、永和村が発足。
- 1909年（明治42年） - 永和北尋常小学校として開校する。
- 1912年（明治45年） - 現在地に校舎が完成し、移転する。
- 1941年（昭和16年）4月1日 - 永和北国民学校に改称する。
- 1947年（昭和22年）4月1日 - 永和村立北小学校に改称する。
- 1956年（昭和31年）4月1日 - 永和村が津島市、海部郡蟹江町、十四山村、佐屋町に分割編入される。校区（旧・神島田村）は津島市に編入され、同時に津島市立神島田小学校に改称する。
- 1958年（昭和33年） - 新校舎が完成する。
- 1959年（昭和34年）
  - 9月26日 - 伊勢湾台風により床上浸水の被害を受け、休校となる。
  - 10月 - 津島市立高台寺小学校、津島市立北小学校で分散授業となる（12月まで）。
- 1963年（昭和38年） - プールが完成する。
- 1967年（昭和42年） - 講堂を改築する。
- 1970年（昭和45年） - 新校舎（鉄筋コンクリート造3階建）が完成する。
- 1974年（昭和49年） - 校舎を増築する。
- 1978年（昭和53年） - 校舎を増築する。
- 1989年（平成元年） - 管理棟が完成する。
- 1992年（平成4年） - 体育館が完成する。
- 1997年（平成9年） - 新プールが完成する。

## 交通アクセス
- JR東海関西本線永和駅下車、徒歩約30分。
- 名鉄バス岩塚線「新唐臼」バス停より徒歩約15分。

名鉄バスセンターより【54系統】「津島駅」行（地下鉄岩塚）経由）。
津島駅より【54系統】「名鉄バスセンター」行（地下鉄岩塚）経由）。
津島駅より【55系統】「大坪」行（津島市民病院前）経由）。
- 津島市ふれあいバスBコース（神島田コース）「神島田小学校」バス停より徒歩約1分。